# BD−17 63
BD-17 63 eller Felixvarela, är en ensam stjärna belägen i mellersta delen av stjärnbilden Valfisken. Den har en skenbar magnitud av ca 9,62 och kräver ett teleskop för att kunna observeras. Baserat på parallax enligt Gaia Data Release 3 på ca 28,97 mas beräknas den befinna sig på ett avstånd av ca 112,5 ljusår (ca 34,5 parsec) från solen. Den rör sig bort från solen med en heliocentrisk radialhastighet av ca 3 km/s.

## Nomenklatur
Stjärnan BD-17 63 gavs namnet Felixvarela på förslag av Kuba, i NameExoWorlds-kampanjen under IAU:s 100-årsjubileum. Félix Varela (1788–1853) var den förste som undervisade i vetenskap på Kuba.

## Egenskaper
BD-77 63 är en orange till gul stjärna i huvudserien av spektralklass K4 V(k), som roterar långsamt med en försumbar nivå av magnetisk aktivitet och en ålder på över 4 miljarder år. Den har en massa av ca 0,7 solmassa, en radie av ca 0,7 solradie och utsänder energi från dess fotosfär motsvarande ca 0,21 gånger solen vid en effektiv temperatur av ca 4&nbs700 K. 

## Planetsystem
I oktober 2008 rapporterades en exoplanet, BD−17 63 b, kretsa kring stjärnan i en excentrisk bana. Detta objekt upptäcktes med hjälp av metoden med mätning av radiell hastighet av sökprogram som utfördes med hjälp av HARPS-spektrografen. En astrometrisk mätning av planetens lutning och sanna massa publicerades 2022 som en del av Gaia DR3, med en annan astrometrisk omloppslösning publicerad 2023.
| Planet   | Massa            | Halv storaxel (AE) | Siderisk omloppstid (d) | Excentricitet   | Inklination    | Radie |
| -------- | ---------------- | ------------------ | ----------------------- | --------------- | -------------- | ----- |
| b/Finlay | 5,325 ± 0,036 MJ | 1,361 ± 0,021      | 655,641 +0,070−0,076    | 0,5455 ± 0,0025 | 82,4 +2,8−2,0° | -     |